# Virus de Hendra
Henipavirus hendraense
Espèce
Synonymes
- Hendra henipavirus (ICTV, 2016)
- Hendra virus (ICTV, 2002)

Taxons de rang inférieur
- Virus de Hendra

Le virus de Hendra, de l'espèce Henipavirus hendraense, est un agent infectieux transmis par les chauves-souris et causant une infection hautement mortelle chez les chevaux ou les humains. Il est responsable de nombreuses épidémies en Australie chez les chevaux.
Le virus de Hendra appartient au genre Henipavirus comme le virus Nipah également responsable d'épidémies humaines.
Son réservoir naturel est constitué de chauves-souris du genre Pteropus en Australie.